# Tanquerés
Tanquerés (em grego clássico: Tancheres) ou Djedecaré Issessi (em egípcio: Djedkaré Isesi) foi o oitavo e penúltimo faraó da V dinastia egípcia.
Tanquerés é o nome de coroação deste soberano (os reis egípcios tinham vários nomes na sua titulatura), o que significa "estável é o ka de Ré". Isesi é por sua vez o nome de nascimento do monarca. 
Foi o sucessor de Menkauhor, mas desconhecem-se as relações familiares de Tanquerés com este. Pode ter sido o seu irmão (sendo ambos filhos de Niuserré), seu filho ou primo.
Segundo o Papiro Real de Turim governou vinte e oito anos (embora haja quem considere que deva ler-se trinta e oito anos), atribuindo-lhe Manetão quarenta e quatro anos de reinado, o que é considerado inverosímil. Sabe-se que Tanquerés celebrou uma festa Sede (festa cujo objectivo era regenerar o poder do soberano), e tendo em conta que esta festa se celebrava no trigésimo ano de reinado, é seguro estabelecer um reinado de pelo menos trinta anos. No que diz respeito à cronologia, o egiptólogo alemão Jürgen von Beckerath situa o seu reinado entre 2380 e 2342 a.C., enquanto que Jaromír Malek propõe uma cronologia entre 2369 e 2341 a.C..
O seu nome foi encontrado em inscrições em Uádi Magara, no Sinai, conhecendo-se duas expedições à região num intervalo de uma década, que era importante devido às suas minas de turquesa. Conhecem-se igualmente inscrições em Assuão e na Núbia. As relações com o Punt e Biblos parecem ter permanecido activas.
Do ponto de vista da administração, verifica-se um enfraquecimento do poder central em detrimento do poder dos administradores das províncias.
Ao nível da religião, o culto solar parece ter perdido a sua importância, sem contudo desaparecer (a parte final do Tanquerés faz referência ao deus solar Ré)
Foi casado com Meresanque IV. O seu herdeiro, o príncipe Remkui, morreu prematuramente, tendo Tanquerés sido sucedido por Unas.
O seu vizir foi Ptaotepe, figura à qual é atribuída a autoria de um texto sapiencial (Ensinamento de Ptaotepe), sendo o rei mencionado na composição, preservada de forma completa no Papiro de Prisse.
O seu túmulo foi uma pequena pirâmide construída na parte sul de Sacará, tendo o rei optando por regressar a esta necrópole após os seus antecessores terem construído os seus túmulos em Abusir. Contudo, a área de Abusir, com os seus templos solares, não foi abandonada. A pirâmide encontra-se hoje em ruínas, sendo conhecida pela população local como a "Pirâmide Sentinela". Nela foi encontrada uma múmia em estado danificado, que se acredita corresponder ao rei.